# Entremés
Un entremés es una pieza u obra teatral cómica en un acto, escrita en verso o prosa, que se solía representar entre la primera y la segunda jornada de las comedias del teatro clásico español.

## Etimología
El término entremés procede del francés y está documentado en el siglo XV como una especie de pantomima representada en banquetes cortesanos.
Su uso actual se generaliza en el siglo XVI alternando con el más común de paso entre otros géneros teatrales menores de los que llegará a ser el más importante. Así se usa en el Entremés de la Representación de la historia evangélica de san Juan de Sebastián de Horozco, un pleito cómico situado al final del primer cuadro del mismo, enlazado con la siguiente acotación: «Mientras vuelve el ciego pasa un entremés entre un procurador y un litigante». En el prólogo de la Comedia de Sepúlveda, de 1547, se dice:

No os puede dar gusto el sujeto casi desnudo de aquella gracia por que el proceso suele ornar los recitantes y otros muchos entremeses que intervienen por ornamento de la comedia, que no tienen cuerpo en el sujeto de ella.

## Origen
En sus principios, era pues una acción no exenta de la principal, a manera de descanso o interludio cómico. Así era en el caso de algunas obras de Gil Vicente o Jorge Grana Bosch, junto a los pasos de Lope de Rueda tenidos por antecedente del entremés. Sebastián de Horozco, sin embargo, escribió el primer entremés exento, diferente del ya mencionado, para ser representado en un convento de monjas el día de San Juan Evangelista, protagonizado por un fraile rezador y visitador de burdeles, y otros dos personajes populares, un pregonero, un buñolero y un villano bobo y procaz, que intercambian insultos, golpes y manteos en clara manifestación del carácter carnavalesco del género.
Este empezó a definirse con los Pasos de Lope de Rueda en el siglo XVI. Al principio se escribía indistintamente en prosa o verso. Juan de Timoneda cita la palabra entremés precisamente en una de sus obras más conocidas, la colección dramática La Turiana, en la cual se contienen diversas comedias y farsas muy elegantes y graciosas con muchos entremeses y pasos apacibles (1565).
Se ve entonces que la denominación de paso era sinónima de la algo más gastronómica entremés. El mismo Timoneda en El deleitoso (1567) dice: "Venid alegremente al Deleitoso / hallarlo heis repleto y caudaloso / de pasos y entremeses muy facetos". Agustín de Rojas Villandrando, en su obra El viaje entretenido (1603), escribió:

Y entre los pasos de veras
mezclados otros de risa
que, porque iban entre medias
de la farsa, los llamaron
entremeses de comedias

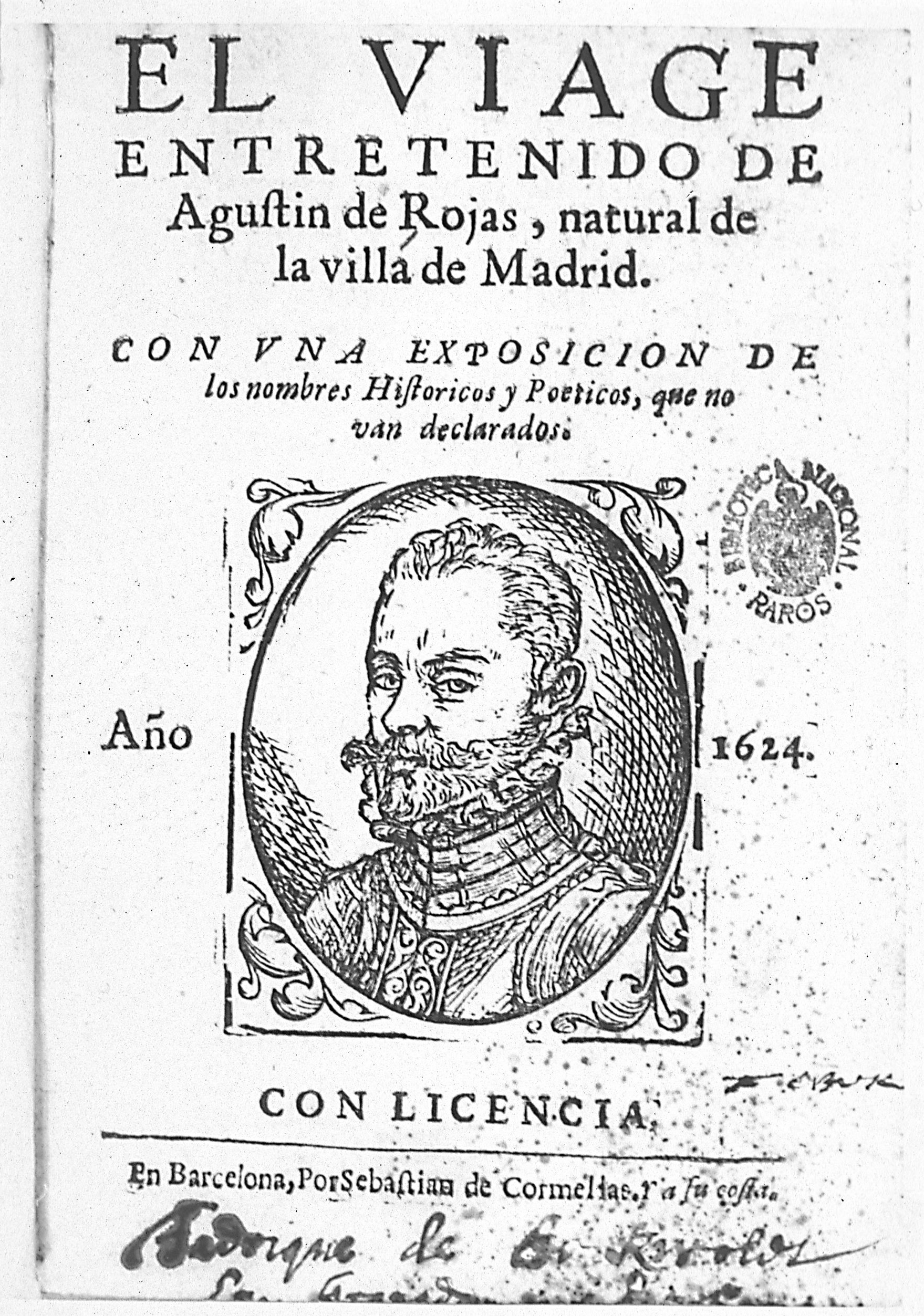
Retrato de Agustín de Rojas Villandrando en la portada de su obra, El viaje entretenido. Barcelona, 1624.

Desde que Luis Quiñones de Benavente (1600-1650) configuró definitivamente el género en el siglo XVII, acabó escribiéndose en versos e incorporando a veces números cantados que darían lugar a un género posterior, la tonadilla; este ingenio llegó incluso a crear un subgénero entremesil, el llamado «entremés cantado». Lope de Vega, por otra parte, recuperó su función subsidiaria y lo definía como un «alivio cómico» protagonizado por personajes populares «porque entremés de reyes no se ha visto», en su Arte nuevo de hacer comedias en este tiempo (1609), y lo tenía por arquetipo de la comedia antigua que él había venido a renovar con su comedia nueva. Un entremés venía a venderse por el triple de lo que costaba una loa y tenía una importancia capital en un programa teatral del siglo XVII, de forma que una comedia buena con un mal entremés fracasaba irremediablemente, pero una comedia mala con un buen entremés podía mantenerse en cartel y ser un éxito (los éxitos teatrales del Siglo de Oro no pasaban por lo general de una semana). Había actores especializados en este género, como Cosme Pérez, conocido por su sobrenombre de Juan Rana, una auténtica celebridad en su época y para quien escribieron gustosos los ingenios cortesanos no menos de cincuenta piezas.

## Evolución histórica
La evolución del entremés se repartió a lo largo de cuatro etapas:

### Nacimiento, formación y consolidación
Entran en esta etapa autores de entremeses primitivos como Lope de Rueda y Juan de Timoneda. El espectáculo se basaba fundamentalmente en el entretenimiento, sin embargo, también se ha explorado una posible recepción de algunas obras en su contexto social. Particularmente de los dramaturgos más representativos de la época del Siglo de Oro: Lope de Rueda, Cervantes y Calderón de la Barca.

### Esplendor

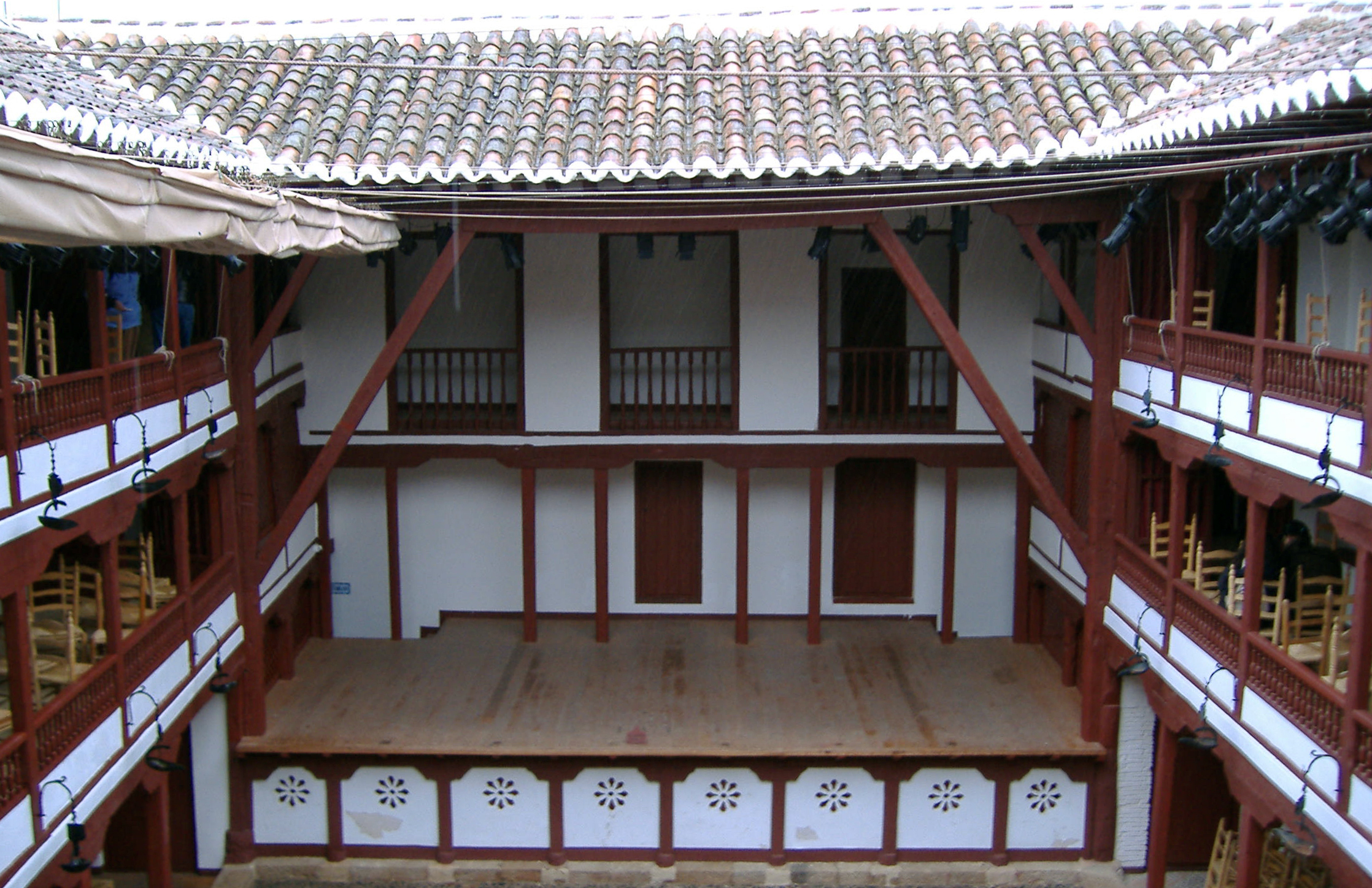
Corral de comedias de Almagro, el único que se conserva en España tal como era en el.

Época de esplendor, desde la segunda mitad del siglo XVI a mediados del XVII. Son los autores más originales Miguel de Cervantes, Luis Quiñones de Benavente y Francisco de Quevedo, seguidos por otros asiduos cultivadores del género que escribieron en esta época: Alonso de Castillo Solórzano, Alonso Jerónimo de Salas Barbadillo, Antonio Hurtado de Mendoza, Luis Vélez de Guevara y otros muchos.

### Popularidad
Período de gran popularidad de los entremeses y de abundante producción de ejemplos; aunque se repiten algunos esquemas, temas y modelos y, en su momento final, se percibe quizá cierto agotamiento de las ideas. Abarca la segunda mitad del siglo xvii y empiezan a desarrollarse con más fuerza los aspectos costumbristas. Algunos entremeses, destinados a Palacio incluyen elementos paródicos procedentes de la llamada comedia burlesca, el género pierde vitalidad que es sustituida por cierta vistosidad y carga paródica. Algunos de los autores más importantes de esta etapa fueron Jerónimo de Cáncer y Agustín Moreto.

### Decadencia
Esta fase incluye los fines del siglo XVII y el XVIII en que acaba por desaparecer de la escena, en 1778, cuando los teóricos de la Ilustración lo prohibieron por su vulgaridad y chabacanería, ajenas al idealismo estético del neoclasicismo; era esta una oposición que se añadía a la de la Iglesia, pero no por motivos morales. Todavía, sin embargo, produce el entremés algunas figuras interesantes como Francisco de Castro, Antonio de Zamora, Manuel de León Marchante, Juan de la Hoz y Mota, etcétera; pero es sustituido por el sainete, situado entre el segundo y tercer acto; era este una pieza de carácter más extenso y menos lírico, con un argumento más desarrollado y sin apenas números cantados. Se renueva con nuevos tipos: el petimetre afrancesado, el castizo majo y el abate presuntuoso. En este nuevo género, y a fines del siglo XVIII, destacaron el gaditano Juan Ignacio González del Castillo y el madrileño Ramón de la Cruz.

## Personajes

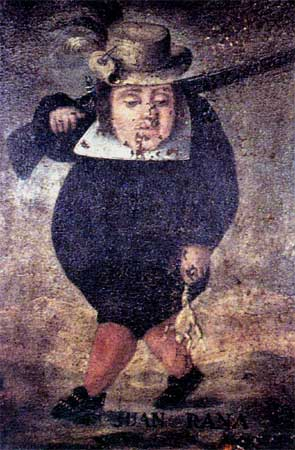
El famoso actor cómico Juan Rana vestido de alcalde villano

Eran habituales personajes (o, mejor que personajes, tipos) del entremés el bobo o simple, malicioso aunque suele ser víctima de los engaños ajenos, y que en el entremés ejerce muchas veces el papel de alcalde de pueblo o criado; entre los cargos públicos, los alguaciles, caricaturizados por sus sordos oídos y ciegos ojos ante la gente del hampa que los soborna; los alcaldes rurales, caracterizados por su palurdez y paletez y muchas veces identificado con el bobo e incluso con un actor cómico característico, el gran Juan Rana; la milicia ofrecía los tipos del soldado pobre sin oficio y huésped triste de los figones, rival en amores del sacristán y casi siempre desairado en ellos; la milicia era también criticada, porque a ella iban a parar los segundones y aquellos que, por no poderse adaptar al método y rigor del trabajo manual, buscaban mejor manera de ganarse su sustento, o también aquellos que huían de cumplir algún castigo o condena; muchos de ellos volvían al cabo de años cargados de heridas, presunción y vanagloria y se incorporaban a la sociedad organizada sin hallar hueco a su talante aventurero, terminando muchos de ellos como fanfarrones, camorristas o gorrones. El opuesto al soldado y su rival era el sacristán, que tenía más posibilidades económicas que él y más aceptado por las mujeres; tras el bobo, es el personaje más frecuente.
El médico es figura muy atacada en el entremés a causa de sus pobres medios de curación; se les caracteriza como ávidos de dinero y de confuso y culto lenguaje, siempre a lomos de una mula para darse tono.
El boticario era personaje menos popular, acusado de envenenar y hacer morir a la gente como el médico, y solía ser un amante ridículo, que cita inoportunamente medicinas y recetas en sus argumentos amatorios.
El escribano era popular y no entre los más agudamente zaheridos, y aparece repetidas veces al lado del alcalde simplón e ignorante como su contrapunto, aconsejándole lo que debe hacer, en ocasiones en ligera o discreta disputa con él.
Menos respetado y más maltratado es el letrado, surgido de la fusión de la nobleza con la burguesía, cuantioso producto de las universidades que ofrecían escapatoria a los hijos de la baja nobleza y de la burguesía y que podían siempre incorporarse al estado clerical sin más estudios que los proporcionados por las universidades. Aunque encarnaban la aristocracia intelectual del país, eran mirados con desprecio por el pueblo.
Los criados aparecen frecuentemente, aunque sus intervenciones no son principales; presentan, aunque no siempre, la apariencia de rudos y atontados en contraposición con el mismo tipo de la comedia, que siempre es inteligente y comedido.
Los pajes entremesiles suscitan la risa con su hambre y glotonería sempiterna y con sus embustes y burlas; son muchachos de ingenua torpeza y aguda picardía.
Los estudiantes no aparecen favorecidos: siempre se hallan envueltos en aventuras de amor, riñas nocturnas, duelos, disputas con compañeros y bromas estudiantiles fuera de las horas de estudio. Eran pendencieros, alegres y tunos, y proporcionaron a la comedia, a la novela picaresca y a la novela cortesana numerosos episodios y caracteres a la par que enriquecieron el idioma con giros, modismos y frases particulares; en los entremeses son presentados como trampolicantes burlones y auténticos genios de la picardía. Es sin duda el tipo más deformado.
Los mesoneros protagonizan un particular mundo de andariegos soldados, mendigos, gente del hampa, campesinos y viajeros a la corte; aparecen de dos maneras: como pobres víctimas de los huéspedes, timados o estafados, o como rateros ellos mismos. De peor catadura eran los venteros, más cobardes que aquellos, más ladrones y de perversas y torcidas intenciones las más veces; están en concordia y buena amistad con las gentes de mal vivir.
Los hombres aparecen con una impronta de profesión u oficio, pero a veces también con un rasgo de carácter dominante: avaros, gorrones, casamenteros o valientes o bravucones que se confunden ya en el siglo XVIII con el militar mismo y se arrugan siempre cuando llega el momento de demostrarlo; son como el guapo de la obra y los romances vulgares. En cuanto al hidalgo es de menguado buen trato en el entremés, como lo fuera en la novela picaresca: pobre en el fondo, fanfarroneando opulencia, digno de conmiseración más que de risa, y víctima de un concepto decadente y deformado de lo que había sido una gloriosa clase social; a fines del siglo XVII y en el XVIII desaparece y es sustituido por el vizconde, que heredó todo lo que de ridículo se había echado encima al pobre hidalgo y responde a un contacto menos vivo con la realidad social.
El poeta es tan pobre como el hidalgo y es caracterizado por su manía de reducirlo todo a verso.
El marido ofrecía amplio campo al entremés en sus facetas de cornudo, cartujo, burlado, celoso o integrado en las manías de su mujer; es un campesino o un ciudadano que se guarnece de la siempre veleidosa mujer que le ha tocado quitar el sueño.
En la corte se mezclaban además genes de todo pelaje y la más diversa condición: los franceses eran frecuentes en los oficios de caldereros, amoladores, buhoneros y castradores; los flamencos eran más raros; los indianos eran siempre ricos inocentes, caballos blancos que desplumar y siempre avaros; los portugueses, sin apenas variantes, siempre enamorados y enamoradizos, bravucones, parlanchines, altaneros y dados a cantar; los negros seseantes y de lenguaje tenebroso salen casi siempre, cuando no son personajes, en los bailes, danzas y coplas; los gallegos son caracterizados por su servilismo y avaricia; los gitanos, como los negros, salen solamente cuando hay que bailar o en la cárcel, o con alguna gitanilla graciosa; los montañeses, siempre a cuentas con su hidalguía y anticuados y risibles valores de figurón. Todos ellos son ampliamente caracterizados por su lenguaje de sonidos mal articulados o vocablos mal interpretados.
De antigua raigambre es el personaje del ciego o coplero, siempre mascullando la oración oportuna al caso y en pugna con los otros colegas del oficio que le ocupan un puesto de más negocio; su psicología mezcla la picardía, la mala intención y el mercantilismo de la devoción con la buena fe y a veces la ingenuidad.
Por debajo de todo este mundo estaba el de la germanía, mundo de la delincuencia y el hampa sórdido, misterioso y alucinante que comprendía otro lenguaje en jerigonza; para ser de la germanía hacía falta haber sido azotado alguna vez públicamente, condenado a galeras o haber estado en el saco o trullo; el burdel era el centro de operaciones.
La mujer se daba en dos tipos: la recogida en los ambientes honestos del hogar y la familia y sumisa y bondadosa en un ambiente de valores tradicionales, o la suelta que iba a todas partes, pertenecía a cualquier clase social, que se impone por su sensualidad o que es llevada a la vida alegre por la avaricia. Si eran de alta clase social y tenían clientela urbana y de estado noble o distinguido eran cortesanas; si no, eran busconas de calle que pululaban por las diversiones populares, incluidas las afueras del corral de comedias. Se les caracteriza por su ingenioso lenguaje y facultad de animar el cotarro con su ingenio chispeante y despejo y desenvoltura. En su fase final tanto unas como otras van a dar en celestinas o alcahuetas. La buscona era zaherida por su avaricia, vicio y artes.
La fregona es otro tipo femenino frecuente, de origen campesino y burdas y primitivas maneras.
La beata hipócrita es también blanco de sátira más o menos directa. También tienen lugar en el cosmos del entremés la mujer redicha, la hechicera, la gitana graciosa, la mujer prudente (apenas representada), la graciosa, la embaucadora, la celosa.

## Autores
Los más originales creadores de entremeses son Miguel de Cervantes, Francisco de Quevedo y Luis Quiñones de Benavente.
Destacaron también Luis Vélez de Guevara, Alonso Jerónimo de Salas Barbadillo, Alonso de Castillo Solórzano, Antonio Hurtado de Mendoza, Francisco Bernardo de Quirós, Jerónimo de Cáncer, Pedro Calderón de la Barca, Vicente Suárez de Deza, Sebastián Rodríguez de Villaviciosa, Agustín Moreto, Francisco Bances Candamo, Antonio de Zamora y Francisco de Castro.

## Colecciones de entremeses
Desde temprano apercibieron los impresores el gran negocio que era recopilar colecciones de entremeses.
- Entremeses nuevos de diversos autores (Zaragoza: Pedro Lanaja, 1640).
- Entremeses nuevos de diversos autores para honesta recreación Alcalá de Henares: Francisco Ropero, 1643.
- Ramillete gracioso, Valencia, 1643.
- Teatro Poético repartido en veintiún entremeses nuevos, Zaragoza, 1651.
- Flor de entremeses y sainetes de diferentes autores, Madrid, 1653.
- Teatro poético repartido en veintiún entremeses nuevos escogidos de los mejores ingenios de España Zaragoza: Juan de Ybar, 1658.
- Laurel de entremeses varios Zaragoza: Juan de Ybar, 1660.
- Rasgos del ocio Madrid: José Fernández de Buendía, 1661, reimpreso en 1664.
- Tardes apacibles de gustosos entretenimiento repartidas en varios entremeses Madrid: Andrés García de la Iglesia, 1663.
- Navidad y Corpus Christi Madrid: José Fernández de Buendía, 1664.
- Ociosidad entretenida en varios entremeses, bailes, loas y jácaras Madrid: Andrés García de la Iglesia, 1668.
- Verdores del Parnaso en veinte y seis entremeses Madrid: Domingo García Morras, 1668.
- Parnaso nuevo Madrid: Andrés García, 1670.
- Ramillete de sainetes escogidos Zaragoza: Diego Dormer, 1672.
- Vergel de entremeses y conceptos de donaire Zaragoza: Diego Dormer, 1675.
- Flor de entremeses, bailes y loas Zaragoza: Diego Dormer, 1676.
- La mejor flor de entremeses que hasta hoy ha habido Zaragoza: Herederos de Diego Dormer, 1679.
- Floresta de entremeses y rasgos de ocio a diferentes asumptos Madrid: Viuda de Josep Fernández de Buendía, 1680.
- Floresta de entremeses y rasgos de ocio a diversos asuntos Madrid: Antonio de Zafra, 1691.
- Verdores del Parnaso en diferentes entremeses Pamplona: Juan Micón, 1697.
- Arcadia de entremeses Pamplona, 1700.
- Libro de entremeses de varios autores Madrid, 1700.
- Ramillete de entremeses de diferentes autores Pamplona, 1700.
- Flores del Parnaso cogidas para recreo del entendimiento por los mejores ingenios de España en loas, entremeses y mojigangas Zaragoza, sin año, pero 1708.
- Arcadia de entremeses Madrid, 1723.
- Chistes del gusto por varios ingenios de España Madrid: José Rivas, 1742, 2 vols.